# شول أباد العليا (زاز الشرقي)
شول أباد العلیا (بالفارسية: شول‌آباد علیا) هي قرية تقع في إيران في قسم زاز الشرقي الریفي. يقدر عدد سكانها بـ 30 نسمة .